# Teatro Regina Margherita (Racalmuto)
(Leonardo Sciascia, "Occhio di capra")
Il teatro Regina Margherita è il centro di rappresentazione dell'opera di Racalmuto. 

## Storia
Il teatro sorge sull'area del giardino del Monastero di Santa Chiara, espropriato nel 1605 e destinato ad usi pubblici.
L'amministrazione comunale, guidata dal sindaco Gaspare Matrona, ne deliberò la realizzazione il 19 dicembre 1870 affidando il progetto all'architetto Dionisio Sciascia, allievo di Filippo Basile; lo stesso, nel realizzare il Massimo di Palermo, si servì degli studi di acustica già compiuti per il teatro di Racalmuto: anche per questo motivo è definito “il Massimo in miniatura”. Allo scopo di accrescerne il prestigio, lo stesso Matrona fece abbattere alcune scuderie di sua proprietà così da favorire la costruzione di una piazzola.
(Leonardo Sciascia, "Il fuoco nel mare")
Sebbene l'edificazione sarebbe dovuta durare appena due anni, fu ultimata soltanto nel 1879. Il teatro fu inaugurato il 9 novembre 1880 alla presenza del ministro dei lavori pubblici Francesco Paolo Perez, con il Rigoletto di Giuseppe Verdi della compagnia di Argenide Innocenti.
Arditi, quei quattro cavalli che trasportano a tutta corsa il Tempo. Dopo l’inaugurazione echeggiò la classica musica del Verdi.»
(Giuseppe Picone, su "L'indipendente")
Il Margherita quindi precede cronologicamente altri teatri siciliani tra cui il Teatro Massimo Bellini di Catania, il Teatro Massimo di Palermo e il Teatro Comunale di Siracusa, i quali furono realizzati successivamente (rispettivamente nel 1889, nel 1895 e nel 1897).
Furono ospitate soltanto altre dodici rappresentazioni: opere liriche delle compagnie di Giuseppe Mastrojeni di Messina, Umberto Melnati e Rosa Anselmi, Andrea Maggi, le cui firme si ritrovano ancora sulle pareti dei camerini.
Con il Massimo condivide il triste primato di chiusura ed abbandono: fu chiuso per lavori di manutenzione dopo soli tredici anni, nel 1893. Fu di nuovo aperto nei primi anni del Novecento fino al 1915, per via del primo conflitto mondiale.
L'anno 1929 venne dato in gestione privata e trasformato in cinematografo, con due proiezioni il sabato e la domenica: fu frequentato assiduamente da Leonardo Sciascia, dai tenori Salvatore Puma e Luigi Infantino. Qui Sciascia insieme ad alcuni amici realizzo la rappresentazione teatrale de "I nostri sogni" di Ugo Betti, in scena per alcuni mesi a partire dal 19 dicembre 1943. Nelle vesti di regista accanto all’amico Aldo Scimè, l'obiettivo dello spettacolo fu di raccogliere fondi destinati ai loro coetanei impegnati sul fronte russo.
Grande fu la passione di Sciascia per il cinema. "Fin oltre i vent'anni – scrisse – sognai di fare il regista, il soggettista, lo sceneggiatore". Scrisse all'amico Giuseppe Tulumello: “Mi raffermo nella mia ipotesi di essere infallibile in fatto di cinematografo”. Sciascia amava particolarmente i noir francesi anni ‘30, il realismo poetico di Jean Renoir e Marcel Carné, autori di capolavori come La grande illusione (che dichiarò essere il suo film preferito) o L'angelo del male. Ma qui conobbe anche Luigi Pirandello, con il film Il fu Mattia Pascal interpretato da Marcel L'Herbier. 
Nel 1959 è il teatro nuovamente in stato di trascuratezza; fu proprio Sciascia ad interessarsi al ripristino del Regina Margherita, in cui aveva vagheggiato il suo "destino di teatro nel teatro".
Simbolicamente lo scrittore, con la presentazione del libro "Racalmuto, memorie e tradizioni" avvenuta proprio al teatro agli inizi degli anni '80, volle adoperarsi per il recupero della struttura ormai in decadenza.
Nel 1985 la Regione stanziò dei fondi per il restauro, iniziato l'anno successivo sotto la direzione di Antonio Foscari, docente della Facoltà di architettura di Venezia, ma senza successo.
Infine alla riapertura, avvenuta il 14 febbraio del 2003 alla presenza del presidente della Repubblica Carlo Azeglio Ciampi, ne è stato nominato direttore artistico lo scrittore empedoclino Andrea Camilleri. Per l'occasione fu rappresentata "La recitazione della controversia liparitana", commedia di Leonardo Sciascia. Successore di Camilleri è il regista catanese Giuseppe Dipasquale, al quale subentra nel 2008 il regista teatrale Fabrizio Catalano, nipote dello stesso Sciascia.

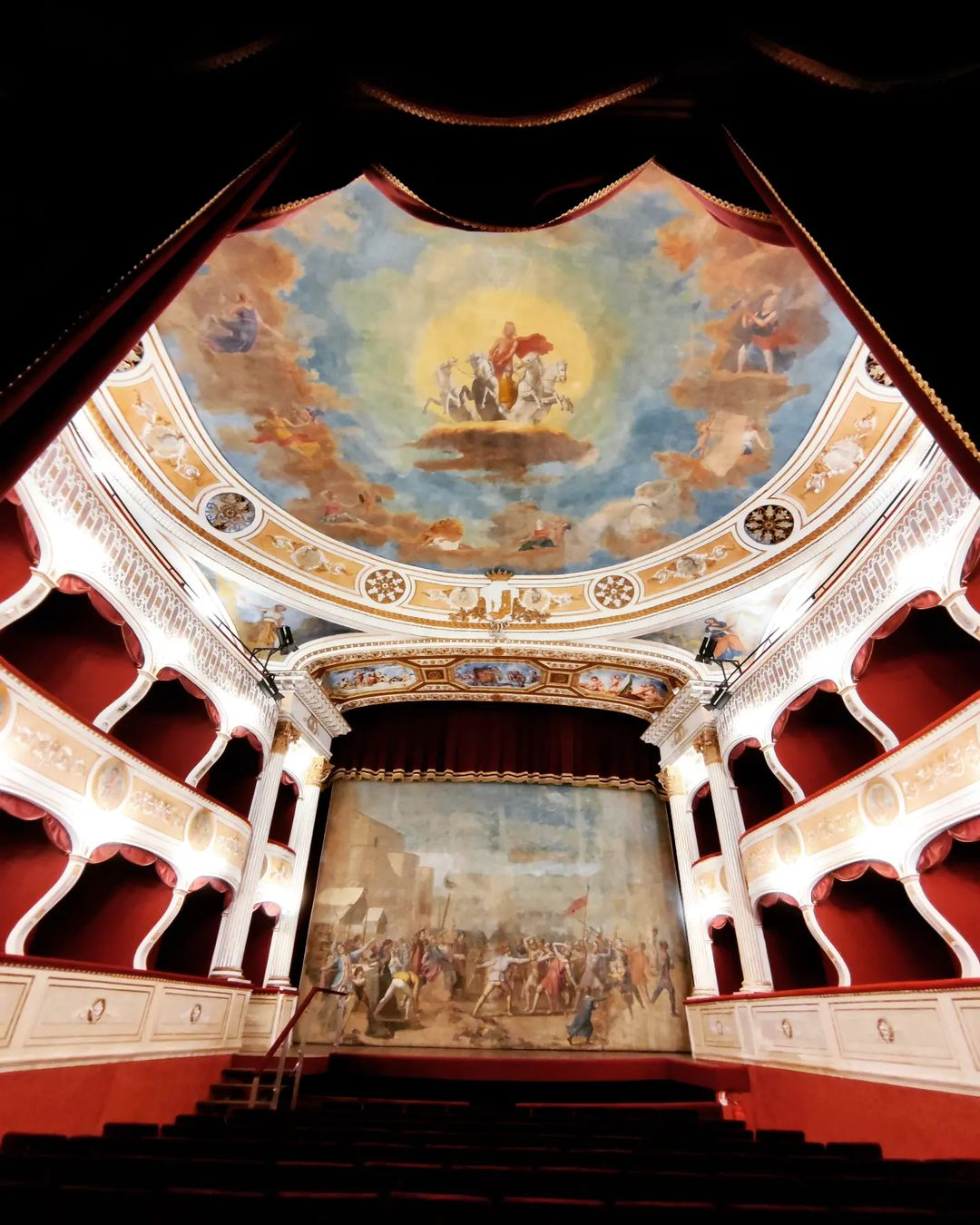
Il teatro illuminato con l'affresco

In questo periodo si esibiscono compagnie di attori celebri quali Mario Scaccia, Ugo Pagliai, Paola Gassman, Ottavia Piccolo, Gianfranco D’Angelo,Eleonora Giorgi, Debora Caprioglio, Marina Suma, Katia Ricciarelli, Sebastiano Somma, Orso Maria Guerrini, Gaetano Aronica e Nicoletta Braschi: in questo modo, con figure di alto profilo e alternanza di diversi generi, il "Margherita" riuscì ad ottenere un alto bilancio in attivo. Il teatro è stato visitato anche da Giorgio Napoletano il 24 maggio 2009.
Tuttavia nel 2011 il teatro venne ulteriormente chiuso a causa di un presunto non rispetto delle norme europee. Il 19 dicembre 2021 è riaperto, seppur non presenti nessuna stagione artistica.
Dal 28 luglio 2025, direttore artistico è l’attore Gaetano Aronica.

## Struttura
L'esterno è imponente, di stile neoclassico, con degli archi a tutto sesto estradossati: le ghiere conferiscono imponenza e sobrietà al tempo stesso. I pilastri a fascio, sovrapposti gli uni sugli altri, ricordano lo stile romanico. Una trabeazione divide la parte superiore da quella inferiore. All'interno il teatro offre 350 posti, due ordini di palchi, fregi dorati, un loggione a ferro di cavallo, un golfo mistico per l'orchestra, quattro colonne bianche scanalate di ordine corinzio con plastica trabeazione, un'ottima acustica ed un ampio palcoscenico. È impreziosito dagli stucchi di Giuseppe Carta, quest'ultimo autore anche del sipario di 108 m² raffigurante i Vespri siciliani, e presenta anche dodici scenari dipinti dal pittore Giuseppe Cavallaro consistenti in ritratti di musicisti.  Gli affreschi della volta raffigurano i dodici mesi dell'anno che attorniano l'Apoteosi di Apollo sul Carro dell'Aurora mentre ai due pennacchi sono presenti Talia e Melpomene, Muse rispettivamente della commedia e della tragedia.

### Il sipario

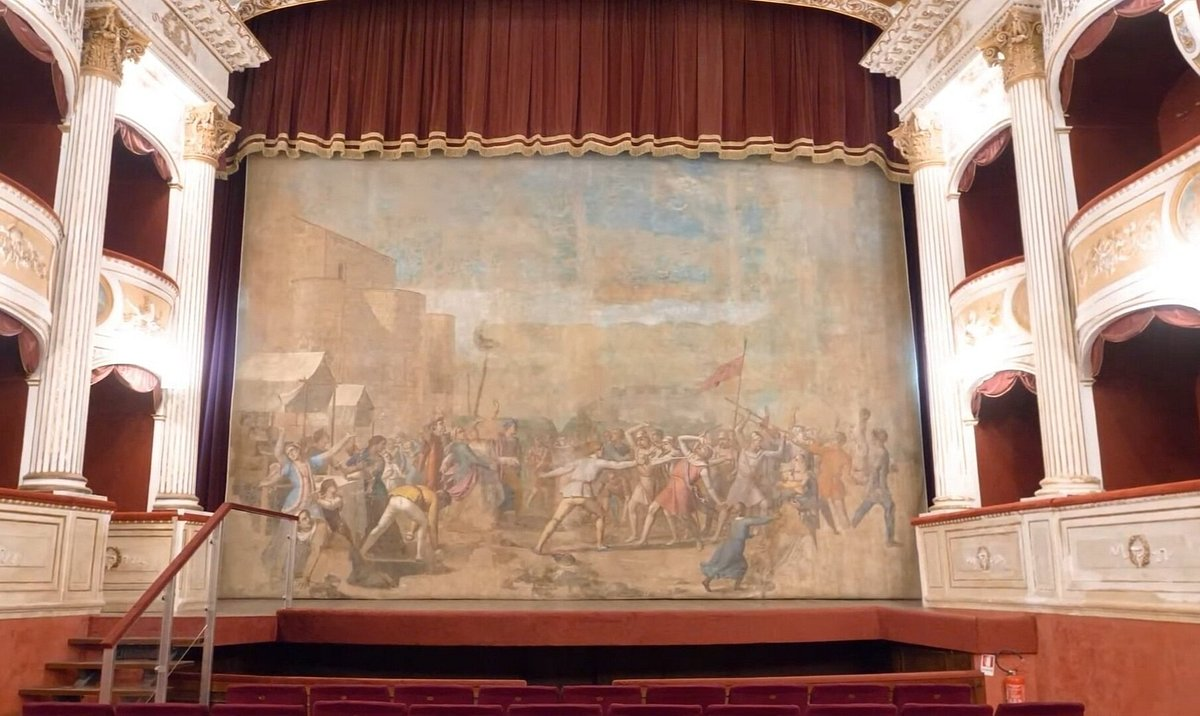
Il sipario del teatro

L'idea di rappresentare i "Vespri Siciliani" nel sipario fu di Dionisio Sciascia, l'ingegnere responsabile del progetto. Il sipario che copre l'intera scena è decorato con una rappresentazione realistica della rivolta, scoppiata a Palermo nel lunedì di Pasqua, il 31 marzo 1282, quando i palermitani insorsero contro l'oppressione francese. Nel dipinto è raffigurato l'inizio della rivolta, dove un palermitano, che aveva subito un'offesa alla sua donna da parte di un soldato francese, lo colpisce alla gola con la spada dopo avergliela sfilata. Le donne appaiono visibilmente spaventate, mentre gli uomini lanciano pietre contro i soldati francesi che presentano facce tutte uguali tra loro, come a mostrare l'oppressione di un popolo straniero e distante. Sullo sfondo si può notare l'abside della Chiesa del Santo Spirito e il Monte Pellegrino.

## Curiosità
- "La scomparsa di Patò" di Andrea Camilleri si ispira ad un fatto realmente accaduto nel teatro.[8]

(Leonardo Sciascia, “A ciascuno il suo”)
- Lo scrittore Leonardo Sciascia prende spunto dal teatro in molti dei suoi libri, tra cui "Gli zii di Sicilia" e "Fatti diversi di storia letteraria e civile". Dalle scene che accadevano si ispirò anche Giuseppe Tornatore per la celebre pellicola "Nuovo cinema paradiso".[20]

(Leonardo Sciascia, "La zia d'America")